# A Max Steel (2013) epizódjainak listája
Ez a szócikk a Max Steel című sorozat epizódjait listázza.

## Áttekintés
| Évad | Évad | Részek száma | Részek száma | Eredeti sugárzás    | Eredeti sugárzás  | Eredeti adó | Magyar sugárzás   | Magyar sugárzás      | Magyar adó                 |
| Évad | Évad | Részek száma | Részek száma | Évadbemutató        | Évadzáró          | Eredeti adó | Évadbemutató      | Évadzáró             | Magyar adó                 |
| ---- | ---- | ------------ | ------------ | ------------------- | ----------------- | ----------- | ----------------- | -------------------- | -------------------------- |
|      | 1.   | 26           | 26           | 2013. március 25.   | 2013. december 7. | Disney XD   | 2013. április 17. | 2013. szeptember 21. | Megamax RTL Klub (1. évad) |
|      | 2.   | 26           | 26           | 2014. augusztus 15. | 2014. december 7. | Disney XD   | 2014. június 14.  | 2015. március 6.     | Megamax RTL Klub (1. évad) |

## Epizód

### Első évad (2013)
| Sor. | Év. | Cím                                                     | Rendező                           | Író                            | Premier                                                                      | Gyártási szám |
| ---- | --- | ------------------------------------------------------- | --------------------------------- | ------------------------------ | ---------------------------------------------------------------------------- | ------------- |
| 1.   | 1.  | Egyesülés 1. rész (Come Together, part 1)               | Logan McPherson , Steve Sacks     | Matthew Drdek , Lloyd Goldfine | 2013. március 25. 2013. április 17. (Megamax) 2013. szeptember 9. (RTL Klub) | 101           |
| 2.   | 2.  | Egyesülés 2. rész (Come Together, part 2)               | Logan McPherson , Michael Dowding | Matthew Drdek , Lloyd Goldfine | 2013. március 26. n.a.                                                       | 102           |
| 3.   | 3.  | Egyesülés 3. rész (Come Together, part 3)               | Logan McPherson , Daniel Ife      | Matthew Drdek , Lloyd Goldfine | 2013. március 27. n.a.                                                       | 103           |
| 4.   | 4.  | Zendőr bosszúja – Egyesülés 4. rész (Cleaning House)    | Logan McPherson , Dustin McKenzie | Matthew Drdek                  | 2013. április 6. n.a.                                                        | 104           |
| 5.   | 5.  | Egyesülés 5. rész (Secret Identity Crisis)              | Logan McPherson , Daniel Ife      | Benjamin Townsend              | 2013. április 13. n.a.                                                       | 105           |
| 6.   | 6.  | Cytro támad (C.Y.T.R.O. Attacks!)                       | Logan McPherson , Jeremy Brown    | Alexx Van Dyne                 | 2013. április 20. n.a.                                                       | 106           |
| 7.   | 7.  | Vizes összecsapás (Hard Water)                          | Logan McPherson , Jeremy Brown    | Matthew Drdek                  | 2013. április 27. n.a.                                                       | 107           |
| 8.   | 8.  | Thrill átalakulása (The Thrill of the Hunt)             | Logan McPherson , Gino Nichele    | Rich Fogel                     | 2013. június 27. n.a.                                                        | 108           |
| 9.   | 9.  | Kérdések (Extroyer Unleashed)                           | Logan McPherson , Craig McEwen    | Rich Fogel                     | 2013. június 29. n.a.                                                        | 109           |
| 10.  | 10. | A kard életre kelt (Live by the Sword)                  | Logan McPherson , Daniel Ife      | Matthew Drdek                  | 2013. július 6. n.a.                                                         | 110           |
| 11.  | 11. | Szuper mánia (Supermania)                               | Logan McPherson , Jeremy Brown    | Brandon Auman                  | 2013. július 13. n.a.                                                        | 111           |
| 12.  | 12. | Kellesz a seregbe (Uncle Sam Wants You!)                | Logan McPherson , Gino Nichele    | George Krstic                  | 2013. július 20. n.a.                                                        | 112           |
| 13.  | 13. | Elemi meglepetés 1. rész (Elements of Surprise, part 1) | Logan McPherson , Trent Carlson   | Matthew Drdek                  | 2013. augusztus 17. n.a.                                                     | 113           |
| 14.  | 14. | Az elemek harca 2. rész (Elements of Surprise, part 2)  | Logan McPherson , Daniel Ife      | Matthew Drdek                  | 2013. augusztus 24. n.a.                                                     | 114           |
| 15.  | 15. | Az első járgány (Driven)                                | Logan McPherson , Gino Nichele    | Rich Fogel                     | 2013. augusztus 31. n.a.                                                     | 115           |
| 16.  | 16. | Az igazság fáj (The Truth Hurts)                        | Logan McPherson , Jeremy Brown    | Matthew Drdek                  | 2013. szeptember 21. n.a.                                                    | 116           |
| 17.  | 17. | A titkos hódoló (The Secret Admirer)                    | Logan McPherson , Trent Carlson   | Matthew Drdek                  | 2013. szeptember 28. n.a.                                                    | 117           |
| 18.  | 18. | Nehéz küzdelem (Scrambled)                              | Logan McPherson , Daniel Ife      | Rich Fogel                     | 2013. október 5. n.a.                                                        | 118           |
| 19.  | 19. | Harc a transzmitterért (X Marks the Spot)               | Logan McPherson , Jeremy Brown    | Matthew Drdek                  | 2013. október 12. n.a.                                                       | 119           |
| 20.  | 20. | Az ál halacska (Gone Fishin)                            | Logan McPherson , Gino Nichele    | Brian Soika                    | 2013. október 19. n.a.                                                       | 120           |
| 21.  | 21. | Zűrzavar a suliban (Making the Grade)                   | Logan McPherson , Trent Carlson   | Matthew Drdek                  | 2013. október 26. n.a.                                                       | 121           |
| 22.  | 22. | Különválás (Split Decisions)                            | Logan McPherson , Daniel Ife      | Matthew Drdek                  | 2013. november 2. n.a.                                                       | 122           |
| 23.  | 23. | Toxon trükkje (Pick Your Poison)                        | Logan McPherson , Jeremy Brown    | Matthew Drdek                  | 2013. november 9. n.a.                                                       | 123           |
| 24.  | 24. | Köszi, gondolkodom (Thanks, I Think)                    | Logan McPherson , Tom Galvin      | Matthew Drdek                  | 2013. november 16. n.a.                                                      | 124           |
| 25.  | 25. | A föld ostroma 1. rész (Earth Under Siege, part 1)      | Logan McPherson , Michael Dowding | Matthew Drdek                  | 2013. december 7. n.a.                                                       | 125           |
| 26.  | 26. | A föld ostroma 2. rész (Earth Under Siege, part 2)      | Logan McPherson , Daniel Ife      | Matthew Drdek                  | 2013. december 7. n.a.                                                       | 126           |

### Második évad (2014)
| Sor. | Év. | Cím                                                                            | Rendező                      | Író                      | Premier                  | Gyártási szám |
| ---- | --- | ------------------------------------------------------------------------------ | ---------------------------- | ------------------------ | ------------------------ | ------------- |
| 27.  | 1.  | Ultralink invázió 1. rész (Ultralink Invasion, part 1)                         | Jeremy Brown                 | Matthew Drdek            | 2014. augusztus 15. n.a. | 201           |
| 28.  | 2.  | Ultralink invázió 2. rész (Ultralink Invasion, part 2)                         | Gino Nichele , Sean Sullivan | Matthew Drdek            | 2014. augusztus 15. n.a. | 202           |
| 29.  | 3.  | Dredd lázadása (Dredd Ascendant)                                               | Trent Carlson                | Sean Jara                | 2014. augusztus 15. n.a. | 203           |
| 30.  | 4.  | Mérgező kapcsolat (Toxic Relationship)                                         | Daniel Ife                   | Sean Jara                | 2014. augusztus 15. n.a. | 204           |
| 31.  | 5.  | Az acélütő (Full Metal Racket)                                                 | Ben Anderson                 | Sean Jara                | 2014. augusztus 15. n.a. | 205           |
| 32.  | 6.  | Állati vonzalmak (Animal Attraction)                                           | Sean Sullivan                | Marty Isenberg           | 2014. augusztus 15. n.a. | 206           |
| 33.  | 7.  | Turbómerülés (Deep Turbo Blue Sea)                                             | Trent Carlson                | Grant Sauvé              | 2014. augusztus 15. n.a. | 207           |
| 34.  | 8.  | Az ultralink vadász (The Ultralink Hunter)                                     | Daniel Ife                   | Steve Sullivan           | 2014. augusztus 15. n.a. | 208           |
| 35.  | 9.  | Digitális rombolás (Digital Meltdown)                                          | Ben Anderson                 | Brian Soika              | 2014. augusztus 15. n.a. | 209           |
| 36.  | 10. | Utazás Copper Canyon középpontja felé (Journey to the Center of Copper Canyon) | Jeremy Brown                 | Grant Sauvé              | 2014. szeptember 5. n.a. | 210           |
| 37.  | 11. | Forró helyzet (Hot Zone)                                                       | Trent Carlson                | Michael Ryan             | 2014. szeptember 5. n.a. | 211           |
| 38.  | 12. | Fények!, Kamera!, Max! (Lights!, Camera!, Max!)                                | Andrew Doucette , Robin Shea | Sean Jara                | 2014. szeptember 5. n.a. | 212           |
| 39.  | 13. | Ja'em Mk'rah legendája (Legend of Ja'em Mk'rah)                                | Ben Anderson                 | Michael Ryan , Sean Jara | 2014. szeptember 5. n.a. | 213           |
| 40.  | 14. | Makino támad 1. rész (Makino Strikes, part 1)                                  | Jeremy Brown                 | Thomas Krajewski         | 2014. szeptember 5. n.a. | 214           |
| 41.  | 15. | Makino támad 2. rész (Makino Strikes, part 2)                                  | Trent Carlson , Robin Shea   | Thomas Krajewski         | 2014. szeptember 5. n.a. | 215           |
| 42.  | 16. | A titkos létesítmény (Got Turbo Star)                                          | Andrew Doucette              | Benjamin Townsend        | 2014. szeptember 5. n.a. | 216           |
| 43.  | 17. | A barátom egy ultra-link (My Best Friend is an Ultralink)                      | Ben Anderson                 | Mark Hoffmeier           | 2014. november 2. n.a.   | 217           |
| 44.  | 18. | Én és én meg a roncsoló (Me, Myself and Extroyer)                              | Jeremy Brown                 | Benjamin Townsend        | 2014. november 8. n.a.   | 218           |
| 45.  | 19. | A két kaszás (Definitely Fear the Reaper)                                      | Robin Shea                   | Thomas Krajewski         | 2014. november 9. n.a.   | 219           |
| 46.  | 20. | A rettentő Torbolt (Torbolt the Terrible)                                      | Andrew Daucette              | Mark Hoffmeier           | 2014. december 16. n.a.  | 220           |
| 47.  | 21. | Újra programozva (Reprogrammed)                                                | Ben Anderson                 | Michael Ryan             | 2014. november 16. n.a.  | 221           |
| 48.  | 22. | A nukleáris megmentő (A Germ of an Idea)                                       | Jeremy Brown                 | Benjamin Townsend        | 2014. november 23. n.a.  | 222           |
| 49.  | 23. | A szökevény (Fugitives)                                                        | Robin Shea                   | Rich Fogel               | 2014. november 23. n.a.  | 223           |
| 50.  | 24. | A nagy betörés (The Great Turbo Star Caper)                                    | Andrew Doucette              | Thomas Krajewski         | 2014. november 30. n.a.  | 224           |
| 51.  | 25. | Végső visszaszámlálás 1. rész (The Final Countdown, part 1)                    | Ben Anderson                 | Thomas Krajewski         | 2014. november 30. n.a.  | 225           |
| 52.  | 26. | Végső visszaszámlálás 2. rész (The Final Countdown, part 2)                    | Jeremy Brown                 | Thomas Krajewski         | 2014. december 6. n.a.   | 226           |